# هتل اف‌ام
هتل اف‌ام (به انگلیسی: Hotel FM) گروه موسیقی رومانیایی است.
آن ها در مسابقه آواز یوروویژن ۲۰۱۱ نماینده رومانی بودند.